# Magdalena Boczarska

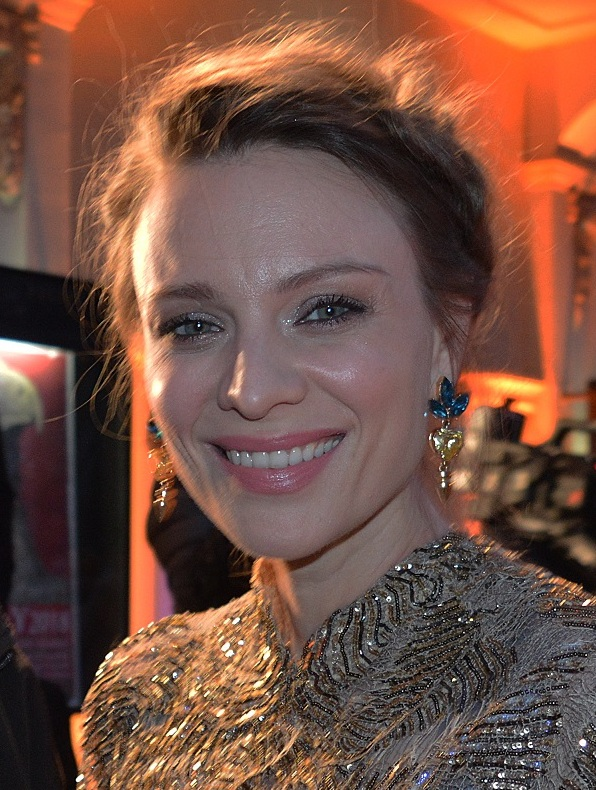
Magdalena Boczarska (2018)

Magdalena Jadwiga Boczarska (* 12. Dezember 1978 in Krakau) ist eine polnische Schauspielerin.

## Leben
Magdalena Boczarska erhielt ihre Schauspielausbildung an der staatlichen Theaterakademie Stanisław Wyspiański in Krakau (polnisch Akademia Sztuk Teatralnych im. Stanisława Wyspiańskiego w Krakowie (AST)). Das Studium schloss sie 2001 ab. Als Theaterschauspielerin spielte sie bislang am Teatr Nowy in Łódź, Teatr Narodowy, Studio-Theater und Teatr Buffo in Warschau. Seit 2001 spielt sie regelmäßig in polnischen Fernsehserien. Ihr Kinodebüt gab sie 2006. Großen Erfolg feierte sie mit der Titelrolle in dem Film Różyczka, wofür sie 2010 auf dem Polnischen Filmfestival Gdynia mit dem Darstellerpreis ausgezeichnet wurde. 2018 wurde sie für den Film Sztuka kochania. Historia Michaliny Wislockiej mit dem Polnischen Filmpreis als Beste Hauptdarstellerin ausgezeichnet, 2019 erhielt sie für ihre Rolle in Piłsudski erneut die Hauptdarstellerinauszeichung auf dem Polnischen Filmfestival Gdynia.
Dem deutschen Publikum stellte sie sich im Kölner Tatort, Abschnitt 40, Maja Berger, Ihr Auftrag, Pater Castell, Flemming, Kommissarin Lucas. 2015 spielte sie neben Katrin Sass in der dritten Episode des Usedom-Krimis Engelmacher und in Wellness für Paare (Regie Jan Georg Schütte), wo sie als Ehefrau von Devid Striesow agierte. 2017 wurde das Ensemble mit dem Deutschen Schauspielerpreis ausgezeichnet. 2017 startete im Kino Unter Deutschen Betten nach dem Bestseller von Justyna Polanski. Magdalena spielt neben Veronika Ferres und Heiner Lauterbach die Hauptrolle.

## Filmografie (Auswahl)
- 2005: Abschnitt 40 – Rotlicht (Fernsehserie)
- 2006: The Underneath (Pod powierzchnią)
- 2007: Testosteron
- 2007: Futro
- 2007: Tatort – Spätschicht (Fernsehreihe)
- 2008: Lejdis
- 2008: Putzfrau Undercover (Fernsehfilm)
- 2009: The Perfect Guy for My Girlfriend (Idealny facet dla mojej dziewczyny)
- 2009: Zero
- 2010: Różyczka
- 2011: How to Get Rid of Cellulite (Jak sie pozbyc cellulitu)
- 2012: Baby Blues (Bejbi blues)
- 2012: Flemming – Staatsbesuch (Fernsehserie)
- 2012: Ixjana
- 2013: In Hiding (W ukryciu)
- 2014: Bürger (Obywatel)
- 2015: Das Verbrechen (Zbrodnia)
- 2015: Obce niebo
- 2016: Na drodze
- 2016: Die letzte Familie (Ostatnia rodzina)
- 2016: Engelmacher – Der Usedom-Krimi (Fernsehserie) Regie: Jochen Alexander Freydank
- 2016: Wellness für Paare, Regie: Jan Georg Schütte
- 2017: Sztuka kochania. Historia Michaliny Wislockiej
- 2017: Kommissarin Lucas – Löwenherz (Fernsehserie)
- 2017: Unter deutschen Betten
- 2019: Piłsudski
- 2019: The Coldest Game
- 2020: Magnezja
- 2020: Król (Fernsehserie, 7 Folgen)
- 2020: Zywioly Saszy – Ogien (Fernsehserie, 7 Folgen)
- 2021: Listy do M. 4
- 2022: Sie sehen dich (Zachowaj spokój, Fernsehserie, 6 Folgen)
- 2023: Heaven in Hell
- 2023: Rózyczka 2
- 2024: Napad – Der Überfall (Napad)
- 2025: Langer (Fernsehserie)

## Auszeichnungen
- 2010: Polnisches Filmfestival Gdynia – Beste Hauptdarstellerin (in dem Film Różyczka)
- 2018: Polnischer Filmpreis – Beste Hauptdarstellerin (in dem Film Sztuka kochania. Historia Michaliny Wislockiej)
- 2019: Polnisches Filmfestival Gdynia – Beste Hauptdarstellerin (in dem Film Piłsudski)